# Pratima
Pratima (Hindi, Marathi: प्रतिमा) ist ein weiblicher Vorname.

## Herkunft und Bedeutung
Der vor allem im Indischen verwendete Vorname bedeutet in Sanskrit Bild, Abbild, Spiegelbild.

## Bekannte Namensträgerinnen
- Pratima Kumari (* 1976), indische Gewichtheberin